# Кубок Біллі Джин Кінг

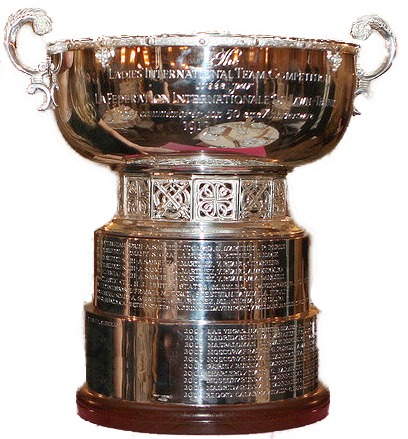

Кубок Біллі Джин Кінг (до 2020 — англ. Fed Cup, до 1995 — Federation Cup) — найбільші міжнародні командні змагання в жіночому тенісі. Проводяться Міжнародною федерацією тенісу. Аналог чоловічого кубка Девіса.

## Історія

### Зародження турніру
Ідея проведення турніру зародилася в 1919 році, коли Хазел Хочкіс Вайтман (Mrs Hazel Hotchkiss Wightman) висунула концепцію жіночого командного змагання. Пропозиція не була підтримана, і тоді, в 1923 році, вона надала приз для переможця щорічної зустрічі команд США й Великої Британії, які в той час були найсильнішими у світовому тенісі.
На початку 1960-х років на ідею знову звернули увагу за участі Нелл Хопман (Mrs Nell Hopman), дружини легендарного австралійського тенісиста, капітана команди Кубка Девіса Гаррі Хопмана (Harry Hopman). Зрештою, турнір був проведений на честь 50-річчя Міжнародної федерації тенісу в 1963 році у Королівському Клубі (Queen's Club), Лондон. У турнірі могли виступати команди будь-яких країн, а не тільки США й Великої Британії. У змаганнях виступили 16 команд, серед яких була практично вся світова еліта тенісу того часу, здобувши величезний успіх. Перемогла в найпершому турнірі команда США.

### Розвиток
Кількість команд-учасниць уже першого турніру була великою, попри те, що спортсменкам не виплачувалися призові гроші і їм доводилося повністю себе забезпечувати в поїздці та матчах. З появою спонсорів у 1970-х роках кількість країн-учасниць ще збільшилися. До 1994 року вона сягала 73. Це вимагало від країни, що приймає турнір, наявності цілого тенісного комплексу для проведення матчів. Водночас така велика подія значною мірою сприяла розвитку цього виду спорту в країні, яка приймала змагання.

### Зміна формату проведення
Збільшення кількості країн-учасниць призвело до введення кваліфікаційних змагань в 1992 році. У 1995 році був змінений формат проведення Кубка. Ґрунтуючись на успішному досвіді проведення Кубка Девіса, організатори турніру змінили схему, надавши можливість командам проводити матчі за свою країну у своїй країні, що ще більше сприяло росту популярності. Після чергової зміни формату в 2005 році, найсильніші тенісні команди були поділені на дві Світові групи по 8 команд у кожній. Вони протягом року розігрують Кубок. Інші учасники розділені на зональні кваліфікаційні групи.
У розіграші Кубка Федерації 2005 року взяло участь 88 команд із різних країн.

## Формат турніру

### Поточна структура
Матчі Кубка Федерації проводяться між командами, розділеними на різні рівні й групи. Переможці й аутсайдери в групах переходять у наступному сезоні на інший рівень.
У фінальній групі Кубка Федерації 12 команд змагатимуться у чотирьох групах з трьох команд, причому чотири переможці групи просуваються до півфіналу. Чемпіон та друге місце отримають пряму участь у фіналі Кубка Федерації наступного року. Команди, що займають 3-10 місця, змагатимуться у кваліфікаціях Кубка Федерації наступного року. Команди, які посіли 11-12 місця, змагатимуться у регіональних змаганнях І групи наступного року. Кваліфікаційні матчі до фінальної групи складатимуться з восьми поєдинків, які гратимуться вдома та в гостях, і всі вони будуть складатися з п'яти матчів (чотири індивідуальні та парний). Команди-переможці просунуться до фіналу Кубка Федерації. Команди, що програли, змагатимуться в плей-оф, який відбудеться одночасно з фіналом. Плей-оф Кубка Федерації складається з восьми поєдинків, які граються і вдома і в гостях, і всі вони будуть складатися з п'яти матчів (чотири індивідуальні та парний). У наступному році країни-переможці змагатимуться у кваліфікаційних матчах, а команди, що програють, змагатимуться у турнірах I групи. Групи I—III поділяються на три регіони: Америку, Азію / Океанію та Європу / Африку. У межах кожного регіону є два рівні: перша група вища та II група нижча, за винятком Європи / Африки, де також є III група. Групові турніри щотижня проводяться в одному місці. Кожна група спочатку розбивається на кругові змагання, а плей-оф вирішує підвищення та виліт. Точний формат кожної групи змінюється залежно від кількості команд-учасниць.
Кваліфікаційні матчі та плей-оф складатимуся з п'яти матчів (чотири індивідуальні та парний), а фінал та групові турніри з трьох матчів (два індивідуальні та парний).
Структура станом на 2020 рік
| Рівень | Групи | Групи | Групи |
| 1      | Фінальна група 2 країни (фіналісти попереднього року + 1 країна організатор + 1 спеціальне запрошення (wild card) + 8 країн переможці кваліфікації | Фінальна група 2 країни (фіналісти попереднього року + 1 країна організатор + 1 спеціальне запрошення (wild card) + 8 країн переможці кваліфікації | Фінальна група 2 країни (фіналісти попереднього року + 1 країна організатор + 1 спеціальне запрошення (wild card) + 8 країн переможці кваліфікації |
| 2      | Кваліфікація 8 країн, що посіли місця 3-10 у фінальній групі минулого року + 8 країн, переможці минулорічного раунду Плей-оф                       | Кваліфікація 8 країн, що посіли місця 3-10 у фінальній групі минулого року + 8 країн, переможці минулорічного раунду Плей-оф                       | Кваліфікація 8 країн, що посіли місця 3-10 у фінальній групі минулого року + 8 країн, переможці минулорічного раунду Плей-оф                       |
| 3      | Плей-оф 8 країн, що поступилися у Кваліфікації + 8 країн, переможці регіональних груп                                                              | Плей-оф 8 країн, що поступилися у Кваліфікації + 8 країн, переможці регіональних груп                                                              | Плей-оф 8 країн, що поступилися у Кваліфікації + 8 країн, переможці регіональних груп                                                              |
| 4      | Перша група Америка 7 країн | Перша група Європа/Африка 13 країн | Перша група Азія/Океанія 6 країн |
| 5      | Друга група Америка 18 країни | Друга група Європа/Африка 8 країн | Друга група Азія/Океанія 18 країни |
| 6      | | Третя група Європа/Африка 28 країн | |

### Правила проведення матчів
Матчем між командами Кубка Федерацій у світових групах та у кваліфікаційних зустрічах називається серія із п'яти поєдинків між командами (чотирьох індивідуальних та одного парного), які граються протягом двох днів. Для перемоги в матчі необхідно виграти щонайменше три з п'яти поєдинків. У перший день проводять дві індивідуальні гри. У другий день суперники індивідуальних поєдинків міняються місцями; граються ще два індивідуальні та парний поєдинок.
У зональних групах матчі складаються із трьох поєдинків: двох індивідуальних та одного парного.

## Переможці
| Країна                 | Роки перемоги                                                                                                   | Фіналіст                                                              |
| ---------------------- | --- | --------------------------------------------------------------------- |
| США                    | 1963, 1966, 1967, 1969, 1976, 1977, 1978, 1979, 1980, 1981, 1982, 1986, 1989, 1990, 1996, 1999, 2000, 2017 (18) | 1964, 1965, 1974, 1985, 1987, 1991, 1994, 1995, 2003, 2009, 2018 (11) |
| Чехія · Чехословаччина | 1975, 1983, 1984, 1985, 1988, 2011, 2012, 2014, 2015, 2016, 2018 (11)                                           | 1986 (1)                                                              |
| Австралія              | 1964, 1965, 1968, 1970, 1971, 1973, 1974 (7)                                                                    | 1963, 1969, 1975, 1976, 1977, 1978, 1979, 1980, 1984, 1993, 2019 (11) |
| Іспанія                | 1991, 1993, 1994, 1995, 1998 (5)                                                                                | 1989, 1992, 1996, 2000, 2002 (5)                                      |
| Росія/ · СРСР          | 2004, 2005, 2007, 2008 (4)                                                                                      | 1988, 1990, 1999, 2001, 2013 (5)                                      |
| Італія                 | 2006, 2009, 2010, 2013 (4)                                                                                      | (0)                                                                   |
| Німеччина              | 1987, 1992 (2)                                                                                                  | 1966, 1970, 1982, 1983 (4)                                            |
| Франція                | 1997, 2003, 2019 (3)                                                                                            | 2004, 2005, 2016 (3)                                                  |
| ПАР                    | 1972 (1) | 1973 (1)                                                              |
| Бельгія                | 2001 (1) | 2006 (1)                                                              |
| Словаччина             | 2002 (1) | (0)                                                                   |
| Велика Британія        | (0) | 1967, 1971, 1972, 1981 (4)                                            |
| Нідерланди             | (0) | 1968, 1997 (2)                                                        |
| Швейцарія              | (0) | 1998 (1)                                                              |
| Білорусь               | (0) | 2017 (1)                                                              |

## Всі фінальні ігри
| Рік                   | Переможець      | Рахунок | Фіналіст        | Місто                                     |  |  |
| --------------------- | --------------- | ------- | --------------- | ----------------------------------------- |  |  |
| 1963                  | США             | 2 — 1   | Австралія       | Лондон, Англія                            |  |  |
| 1964                  | Австралія       | 2 — 1   | США             | Філадельфія, США                          |  |  |
| 1965                  | Австралія       | 2 — 1   | США             | Мельбурн, Австралія                       |  |  |
| 1966                  | США             | 3 — 0   | Німеччина       | Турин, Італія                             |  |  |
| 1967                  | США             | 2 — 0   | Велика Британія | Берлін, Німеччина                         |  |  |
| 1968                  | Австралія       | 3 — 0   | Нідерланди      | Париж, Франція                            |  |  |
| 1969                  | США             | 2 — 1   | Австралія       | Афіни, Греція                             |  |  |
| 1970                  | Австралія       | 3 — 0   | Німеччина       | Фрайбург, ФРН                             |  |  |
| 1971                  | Австралія       | 3 — 0   | Велика Британія | Перт, Австралія                           |  |  |
| 1972                  | Південна Африка | 2 — 1   | Велика Британія | Йоґанесбург, Південна Африка              |  |  |
| 1973                  | Австралія       | 3 — 0   | Південна Африка | Бад-Гомбург, ФРН                          |  |  |
| 1974                  | Австралія       | 2 — 1   | США             | Неаполь, Італія                           |  |  |
| 1975                  | Чехословаччина  | 3 — 0   | Австралія       | Прованс, Франція                          |  |  |
| 1976                  | США             | 2 — 1   | Австралія       | Філадельфія, США                          |  |  |
| 1977                  | США             | 2 — 1   | Австралія       | Істборн, Англія                           |  |  |
| 1978                  | США             | 2 — 1   | Австралія       | Мельбурн, Австралія                       |  |  |
| 1979                  | США             | 3 — 0   | Австралія       | Мадрид, Іспанія                           |  |  |
| 1980                  | США             | 3 — 0   | Австралія       | Берлін, ФРН                               |  |  |
| 1981                  | США             | 3 — 0   | Велика Британія | Токіо, Японія                             |  |  |
| 1982                  | США             | 3 — 0   | Німеччина       | Санта-Клара, США                          |  |  |
| 1983                  | Чехословаччина  | 2 — 1   | Німеччина       | Цюрих, Швейцарія                          |  |  |
| 1984                  | Чехословаччина  | 2 — 1   | Австралія       | Сан-Пауло, Бразилія                       |  |  |
| 1985                  | Чехословаччина  | 2 — 1   | США             | Нагоя, Японія                             |  |  |
| 1986                  | США             | 3 — 0   | Чехословаччина  | Прага, Чехословаччина                     |  |  |
| 1987                  | Німеччина       | 2 — 1   | США             | Ванкувер, Канада                          |  |  |
| 1988                  | Чехословаччина  | 2 — 1   | СРСР            | Мельбурн, Австралія                       |  |  |
| 1989                  | США             | 3 — 0   | Іспанія         | Токіо, Японія                             |  |  |
| 1990                  | США             | 2 — 1   | СРСР            | Атланта, США                              |  |  |
| 1991                  | Іспанія         | 2 — 1   | США             | Нотінгем, Англія                          |  |  |
| 1992                  | Німеччина       | 2 — 1   | Іспанія         | Франкфурт, Німеччина                      |  |  |
| 1993                  | Іспанія         | 3 — 0   | Австралія       | Франкфурт, Німеччина                      |  |  |
| 1994                  | Іспанія         | 3 — 0   | США             | Франкфурт, Німеччина                      |  |  |
| 1995                  | Іспанія         | 3 — 2   | США             | Валенсія, Іспанія                         |  |  |
| 1996                  | США             | 5 — 0   | Іспанія         | Атлантик-Сіті, США                        |  |  |
| 1997                  | Франція         | 4 — 1   | Нідерланди      | 'с-Гертогенбош, Нідерланди                |  |  |
| 1998                  | Іспанія         | 3 — 2   | Швейцарія       | Женева, Швейцарія                         |  |  |
| 1999                  | США             | 4 — 1   | Росія           | Стенфорд, США                             |  |  |
| 2000                  | США             | 5 — 0   | Іспанія         | Лас-Вегас, США                            |  |  |
| 2001                  | Бельгія         | 2 — 1   | Росія           | Мадрид, Іспанія                           |  |  |
| 2002                  | Словаччина      | 3 — 1   | Іспанія         | Гран-Канарія, Іспанія                     |  |  |
| 2003                  | Франція         | 4 — 1   | США             | Москва, Росія                             |  |  |
| 2004                  | Росія           | 3 — 2   | Франція         | Москва, Росія                             |  |  |
| 2005                  | Росія           | 3 — 2   | Франція         | Париж, Франція                            |  |  |
| 2006                  | Італія          | 3 — 2   | Бельгія         | Шарлеруа, Бельгія                         |  |  |
| 2007                  | Росія           | 4 — 0   | Італія          | Москва, Росія                             |  |  |
| 2008                  | Росія           | 4 — 0   | Іспанія         | Мадрид, Іспанія                           |  |  |
| 2009                  | Італія          | 4 — 0   | США             | Реджо-Калабрія, Італія                    |  |  |
| 2010                  | Італія          | 3 — 1   | США             | Сан-Дієго, США                            |  |  |
| 2011                  | Чехія           | 3 — 2   | Росія           | Москва, Росія                             |  |  |
| 2012                  | Чехія           | 3 — 1   | Сербія          | Прага, Чехія                              |  |  |
| 2013                  | Італія (4)      | 4–0     | Росія (6)       | Tennis Club Cagliari (C), Кальярі, Італія |  |  |
| 2014                  | Чехія (8)       | 3–1     | Німеччина (5)   | O2 Arena (I), Прага, Чехія                |  |  |
| 2015                  | Чехія (9)       | 3–2     | Росія (7)       | O2 Arena (I), Прага, Чехія                |  |  |
| 2016                  | Чехія (10)      | 3–2     | Франція (3)     | Реню Спор, Страсбург, Франція.            |  |  |
| 2017                  | США (18)        | 3–2     | Білорусь (1)    | Чижовка, Мінськ, Білорусь.                |  |  |
| 2018                  | Чехія (11)      | 3–0     | США (11)        | O2 Arena (I), Прага, Чехія                |  |  |
| 2019                  | Франція (3)     | 3–2     | Австралія (11)  | Перт, Австралія                           |  |  |
| Кубок Біллі Джин Кінг |                 |         |                 |                                           |  |  |
| 2020–21               | Росія (5)       | 2–0     | Швейцарія (2)   | O2 Arena (IH)                             |  |  |
| 2022                  | Швейцарія(1)    | 2–0     | Австралія (12)  | Емірейтс Арена (IH)                       |  |  |
| 2023                  | Канада (1)      | 2–0     | Італія (2)      | Стадіон Ла Картуха (IH)                   |  |  |
| 2024                  | Італія (5)      | 2–0     | Словаччина (1)  | Мартін Карпена Арена (IH)                 |  |  |
|                       |                 |         |                 |                                           |  |  |

## Поточний рейтинг Кубка Федерації
| №  | Країна     | Очки    | Під. |  | №  | Країна          | Очки   | Під. |
| -- | ---------- | ------- | ---- |  | -- | --------------- | ------ | ---- |
| 1  | Франція    | 1038.17 | ▬    |  | 11 | Швейцарія       | 630.78 | ▼ 2  |
| 2  | Австралія  | 965.5   | ▲ 2  |  | 12 | Бельгія         | 627.56 | ▼ 2  |
| 3  | США        | 908.84  | ▬    |  | 13 | Латвія          | 626.76 | ▼ 1  |
| 4  | Чехія      | 873.05  | ▼ 2  |  | 14 | Велика Британія | 623.3  | ▼ 3  |
| 5  | Білорусь   | 872.08  | ▬    |  | 15 | Угорщина        | 611.49 | ▲ 12 |
| 6  | Німеччина  | 825.04  | ▲ 1  |  | 16 | Канада          | 606.01 | ▼ 3  |
| 7  | Росія      | 775.74  | ▲ 9  |  | 17 | Японія          | 596.12 | ▼ 3  |
| 8  | Румунія    | 747.77  | ▼ 2  |  | 18 | Казахстан       | 558.66 | ▼ 1  |
| 9  | Іспанія    | 741.43  | ▼ 1  |  | 19 | Сербія          | 558.38 | ▲ 2  |
| 10 | Словаччина | 676.46  | ▲ 5  |  | 20 | Бразилія        | 548.09 | ▼ 2  |

Поточний рейтинг від 10 лютого 2020
У 2009 Україна здобула право виступати у найвищій групі.